# Espace de glisse parisien 18
Pour les articles homonymes, voir EGP.
 (avril 2023).
L’Espace Glisse de Paris 18 ou EGP18 est un skatepark couvert se situant à Paris. D’une surface de 3 500 m2,, il s’agit du plus grand skatepark en béton couvert de France. Il est situé dans le 18e arrondissement de Paris. Il a été inauguré en février 2008.

## Adresse
Il est situé dans le 18e arrondissement de Paris dans le complexe sportif des Fillettes, au 54 Boulevard Ney. L’adresse exacte est Impasse des Fillettes, 46 rue Charles Hermite.

## Fonctionnement
Y est pratiqué le skateboard, le BMX freestyle, le roller agressif, et la trottinette freestyle. L'accès y est gratuit, et le casque est obligatoire. En quinze ans l'EGP18 peut revendiquer plus de trente mille inscriptions. La mairie de Paris est propriétaire du skatepark à hauteur de 4,7 millions d'euros. L'UCPA est délégataire de la gestion du park et de tous les matériels, et s'occupe de l'accueil du public[réf. nécessaire].

## Toiture
Finalement la version définitive se compose d'un toit simple, avec une structure de soutien en bois depuis 2010.

## Street
La zone de street, en descente ou en montée suivant les trajectoires, est principalement composée d'un grand "wall" et d'une longue vague de béton (le Nessy), composée de ledges "rainbow", l'aire de street comporte aussi des rails de différentes longueurs et hauteurs, des plans inclinés et de divers emmanchements, dont un set de cinq marches assez particulières, avec un élan en montée et une zone d'atterrissage en légère descente. On peut aussi trouver un euro-gap, module inspiré par la pratique du motocross, et une aire de flat, équipée de flatbars que les usagers peuvent combiner selon leurs préférences.

## Bowls
La partie bowls du skatepark est constituée de deux bowls reliés ensemble par un spine à double coping, qui permet de passer d'un bowl à l'autre en courbe. Dans le premier bowl, conçu comme un snake, qui est ouvert, on trouve un bord surélevé à un endroit similaire à un volcano. Dans le bowl du fond on trouve un bump, un hip « Marseille style », une capsule type "cradle" et même une partie pool sphérique de type piscines californiennes. Les copings de l'ensemble sont métalliques, hormis dans la partie pool où une margelle et une mosaïque ont été installées.

## Aire d'initiation
L'aire d'initiation se trouve à droite lorsqu'on rentre sur le skatepark. Elle se compose d'un plan incliné, d'un manual pad, d'une partie bosselée, pour se terminer par un demi micro-bowl avec une extension, ouvert sur le reste.

## Funbox
La funbox est au fond du skatepark, elle est délimitée par une barrière en métal. En béton comme le reste du park, c'est une section assez technique.

## Galerie

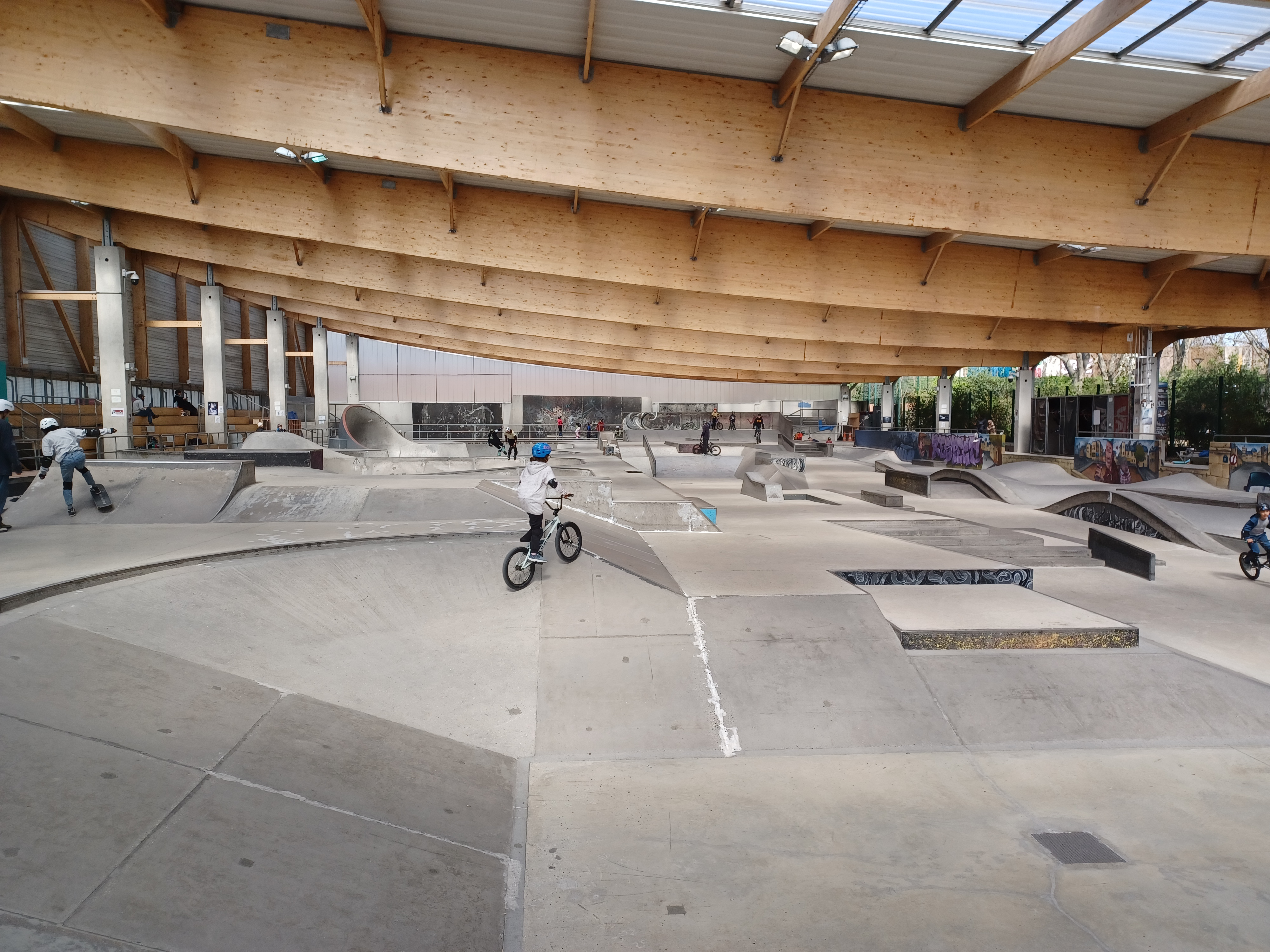
Vue générale du skatepark.
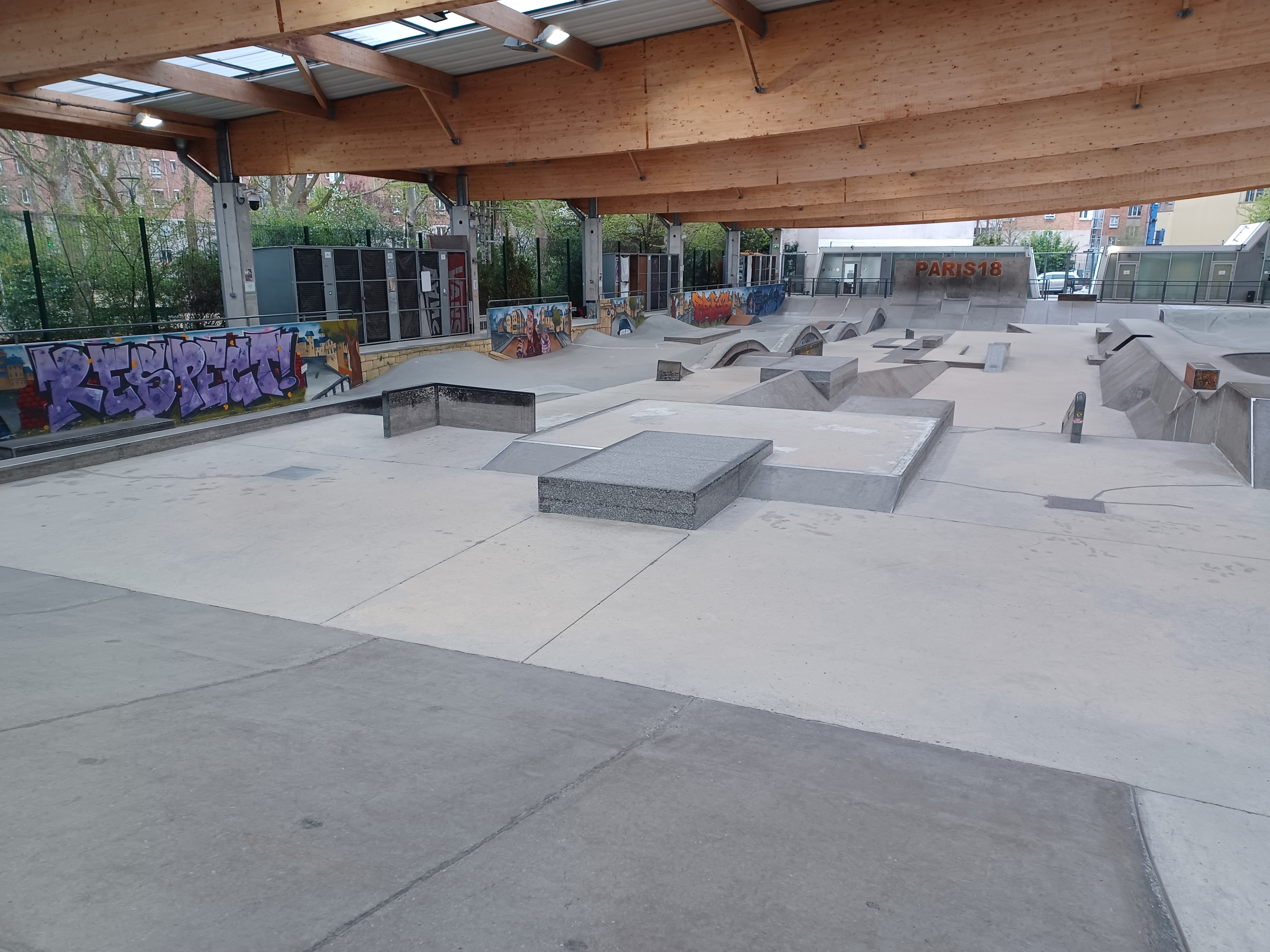
Aire de street depuis le fond du skatepark.
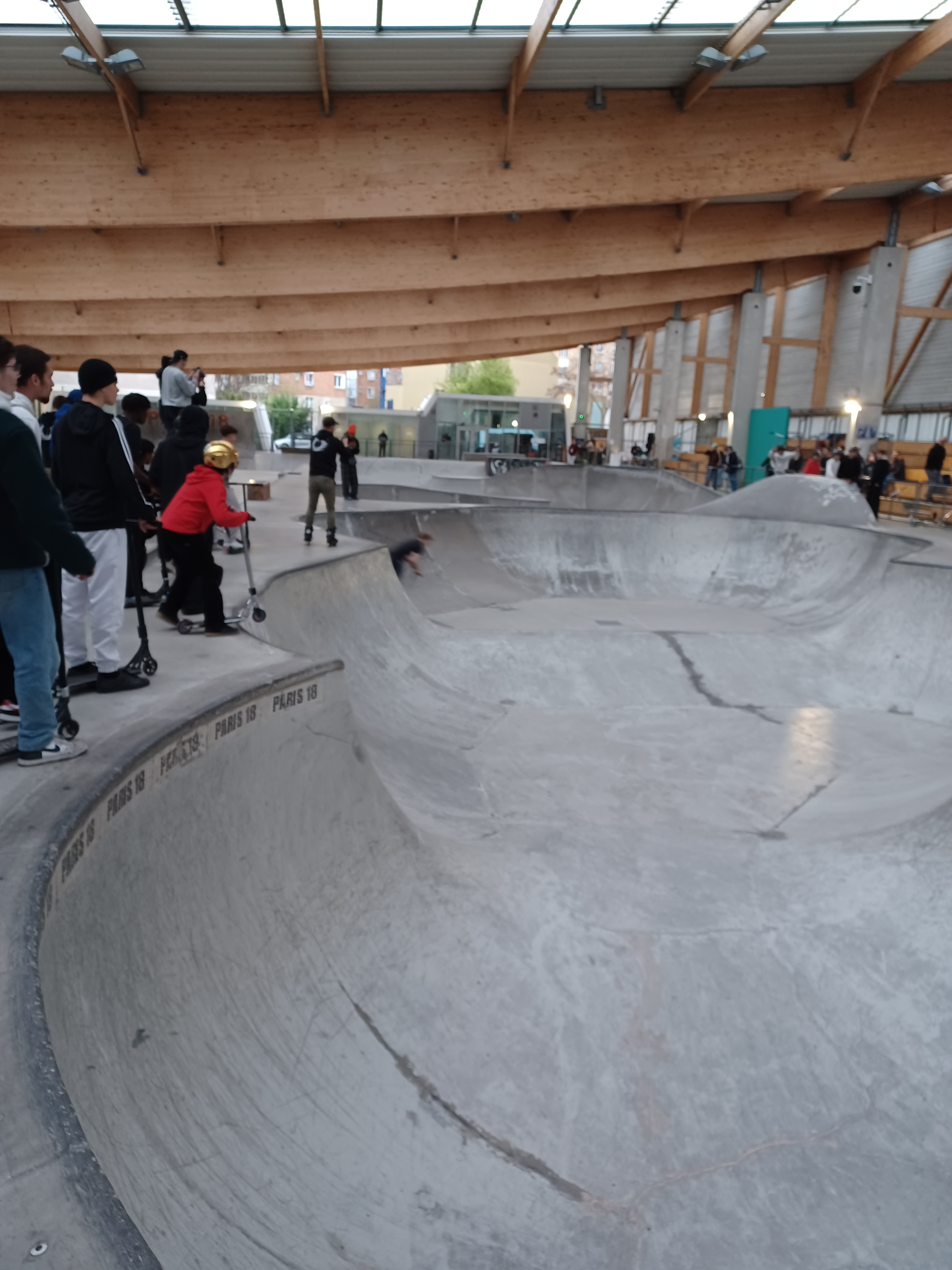
Bowl de l’EGP18.
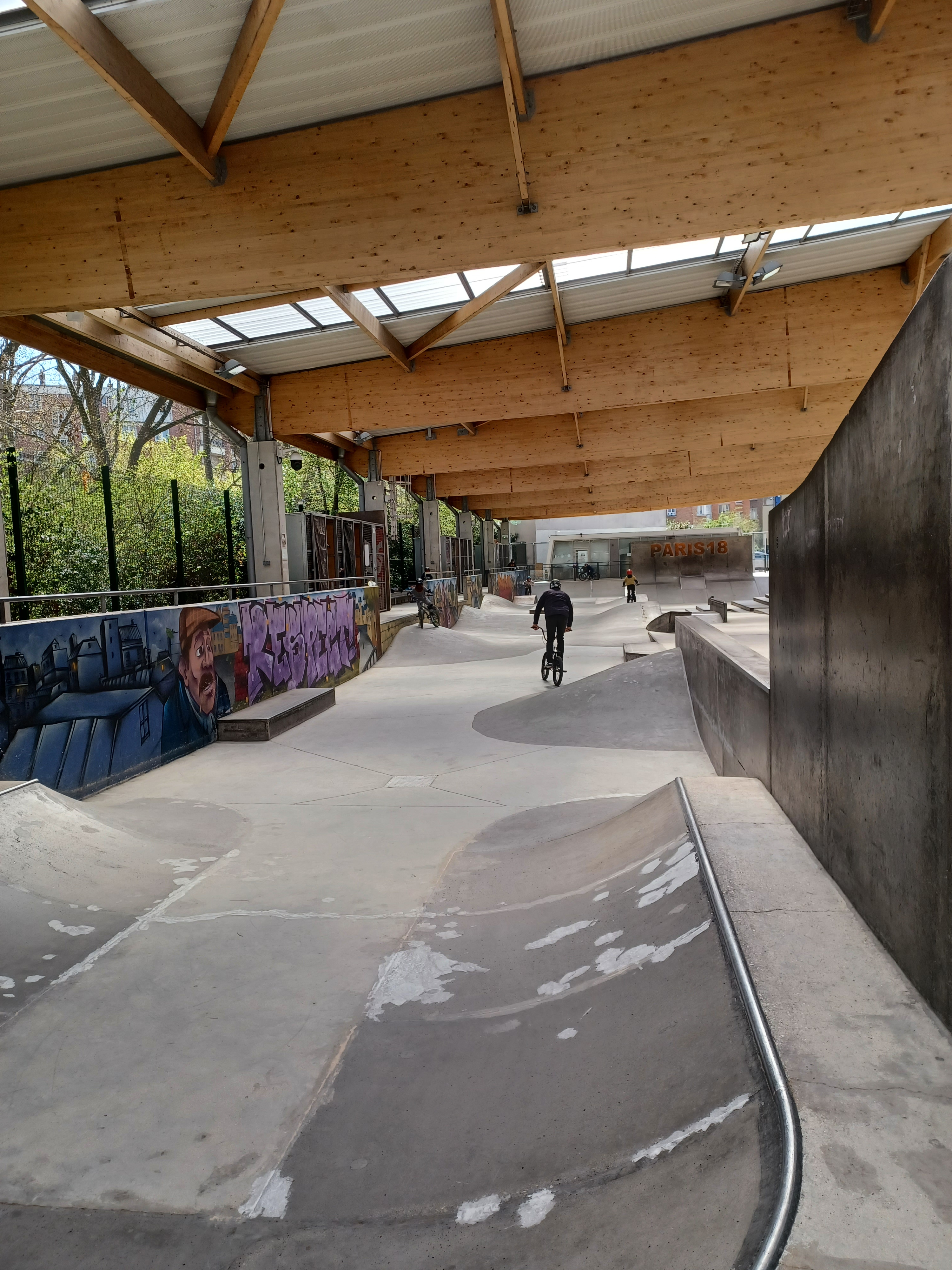
Vue de l'aire d'initiation depuis le micro-bowl.
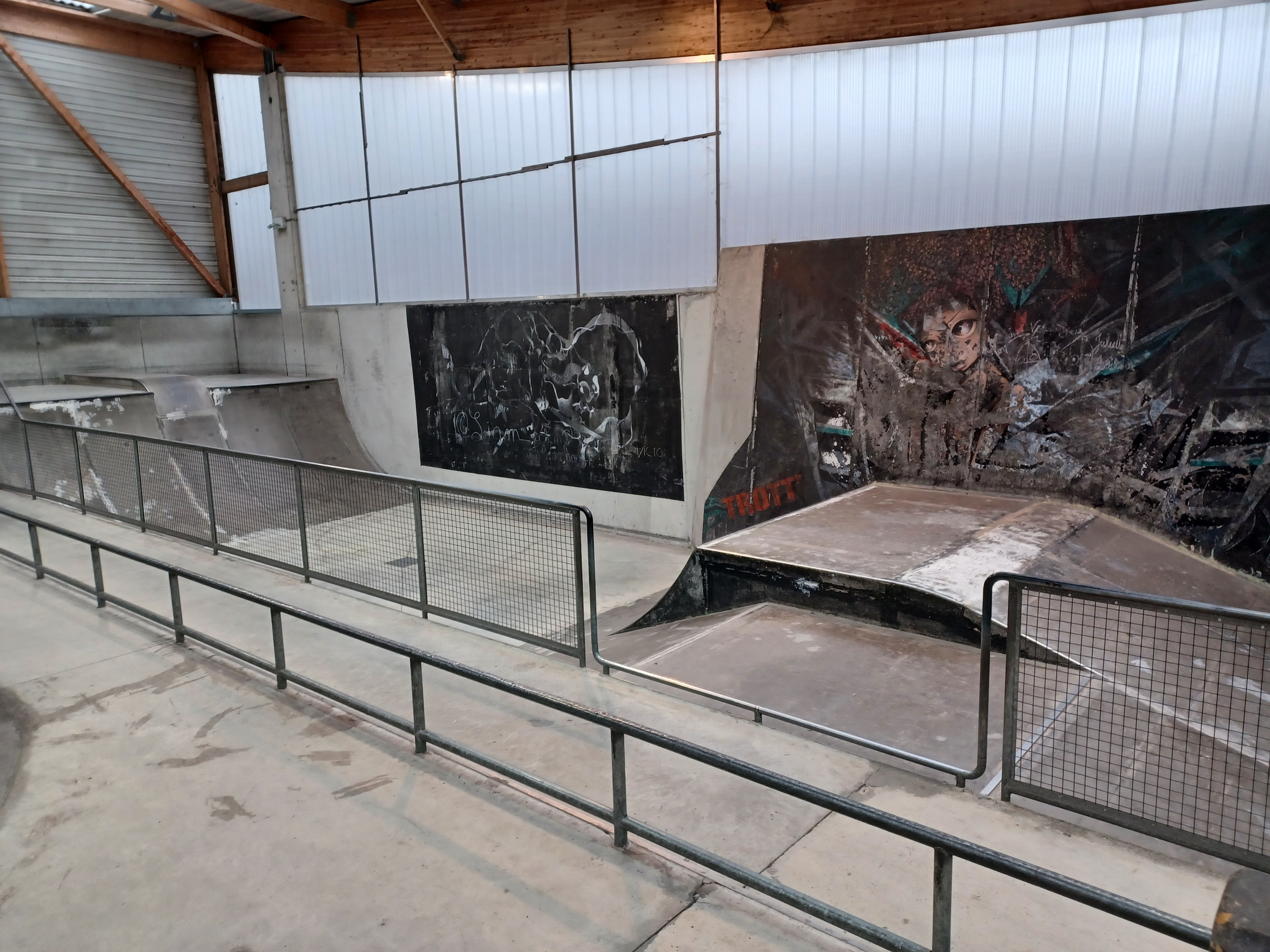
Vue de la funbox depuis le haut de l’aire de street.